# Klimeschiopsis
Klimeschiopsis é um gênero de traça pertencente à família Agonoxenidae.